# Пумс (мультфильм)
«Пумс» (Poumse) — советский рисованный мультипликационный фильм для взрослых, созданный режиссёром Михаилом Алдашиным в 1990 году на студии «Пилот».

## Сюжет
К берегу тропического острова причалил торговец с передвижной лавкой. Торговец был одет в брюки, безрукавку, шляпу и башмаки. Аборигены были в набедренных повязках, но украшены при этом косточками в волосах и ожерельями из клыков. Вождь и воины были в плащах из шкур. Торговец предложил местным жителям всевозможные бусы, одежду, обувь, шапки. Аборигены побросали на землю свои старые украшения и стали выбирать из привезённого. Когда одетые аборигены ушли, а торговец уплыл, из леса вышли дикие звери и подошли к оставшейся куче. Страусы нашли свои перья и вставили себе в хвосты, дикобразы — свои иглы, слон нашёл и вставил свои бивни, а лев — свои клыки. Когда звери всё разобрали и ушли, вышел голый розовый крокодил и влез в свою шкуру.

## Награды
- 1990 — I ВКФ «Дебют» (Москва) — Диплом;
- 1992 — 11-й МФ анимационных фильмов в Бург-ин-Бресс (Франция) — Премия жюри «За лучший к/м фильм».

## Отзыв критика
В начале 1990-х опусами «Пумс» (1990) и «Охотник» (1991) Алдашин, не переча пилотовской стилистике, заявил о себе как о самобытном, оригинальном авторе, умеющем перевести анекдот на язык пластики, гротеска, притчи. «Пумс» и «Охотник» создавались в качестве первых эпизодов будущего сериала. Но блеск «актёрской» работы с персонажами, каскад гэговых метаморфоз, бесшабашность юмора, изобретательность в разыгрывании фантастических ситуаций мгновенно вывели фильмы в лидеры фестивальных программ.
— Лариса Малюкова «Сверхкино. Современная российская анимация» с.25